# Growing on Me
Growing on Me è un singolo del gruppo rock britannico The Darkness, pubblicato nel 2003 ed estratto dall'album Permission to Land.

## Tracce
- CD Singolo

1. Growing on Me - 3:29
2. How Dare You Call This Love? - 4:18
3. Bareback - 4:13